# Frederick Exley
Œuvres principales
- Le Dernier Stade de la soif (Roman, 1968, première traduction française du roman A Fan's Notes, 2011)
- À l'épreuve de la faim (Roman, 1975, première traduction française du roman Pages from a cold island, 2013)
- Last notes from home (Roman, 1988)

Frederick Exley, dit « Fred » Exley (28 mars 1929 – 17 juin 1992) est un auteur américain qui est devenu célèbre grâce à son premier roman, Le Dernier Stade de la soif (en version originale : A Fan's Notes).

## Biographie

### Jeunesse
Frederick Exley est né le 28 mars 1929 à Watertown dans l'État de New York. Son père, mort en 1945, était un athlète local adulé, et l’entraineur de l’équipe de basket de la région ; il exerça une influence prépondérante sur le jeune Exley. À la suite d'un accident de voiture, l'année suivante, ce dernier fut contraint de redoubler. Après avoir reçu 14 000 $ de dédommagement pour l'accident, il commença à travailler sur des chantiers proches des voies ferrées. Après une brève période à la High School de Katonah, où il fut sélectionné pour faire partie de l'équipe de basket-ball, Exley entra au Hobart and William Smith Colleges (en) en 1949. Un an plus tard, il partit pour l’Université de Californie du Sud, où il commença à suivre pas à pas la carrière naissante de l’un de ses camarades, appelé à devenir une légende du football américain : Frank Gifford. Du fait des séquelles de son accident, Exley ne put être recruté en NBA, ni même faire son service militaire.

### Premiers emplois
L’année suivante, il laissa tomber l’Université de Californie et déménagea à New York pour trouver du travail, avant de finalement se raviser et revenir pour terminer un BA d’anglais. Il retourna par la suite à New York, où il travailla aux relations publiques de la compagnie de chemins de fer de la ville, New York Central Railroad. Après un an à ce poste, il fut muté au bureau de Chicago, avant d’exercer les mêmes fonctions pour la compagnie de chemins de fer de Rock Island. Exley dirigea rapidement la publication du magazine des employés de la compagnie, The Rocket, où parurent ses premiers textes.

### Naissance d'un écrivain
Après avoir perdu son travail en 1956, Exley mènera une vie itinérante, marquée par un alcoolisme aigu, par l’obsession du sport et par une instabilité mentale qui formeront le matériau essentiel de son premier livre : Le Dernier Stade de la soif. En 1958, Exley fut brièvement admis à Stoney Lodge, un hôpital psychiatrique privé du comté de Worchester (New York), où il rencontra Francena Fritz, à qui il commença à faire la cour. Peu après, il fut interné à l’asile public de l’hôpital de Harlem, qui lui servira de modèle pour « Avalon Valley », l’institution évoquée dans Le Dernier Stade de la soif. C’est à cette occasion qu’Exley commence à écrire sérieusement. En 1959, il peut sortir de l’hôpital, et épouse Francena Fritz le 31 octobre. Ils déménagèrent à Greenwitch, dans le Connecticut, tandis qu’Exley se voyait offrir un poste d’enseignant à Port Chester. En 1960, naquit leur première fille, Pamela Rae Exley. En 1961, Exley bénéficia d’une nomination provisoire en tant que greffier du tribunal du comté de Jefferson (New York) où son ami Gordon Phillips, avocat, lui demanda de falsifier la signature d’un chèque pour un de ses clients, ce qui entraîna sa radiation du barreau.

## Le Dernier Stade de la soif

### Gestation du roman
L’année suivante, Francena Fritz obtint le divorce d’Exley à la demande de son père. Suivirent plusieurs années d’enseignement par intermittence à Clayton, Gouverneur et Indian River dans l’État de NY. Son alcoolisme empirant, Exley entama une décennie de jobs conservés peu de temps et d’internements, passant aussi du temps en villégiature sur Singer Island à Riviera Beach en Floride pendant son travail de rédaction du Dernier Stade de la soif. En 1964, Exley envoya le manuscrit achevé de son livre à Houston Mifflin (qui le rejeta) et à Joe Fox de chez Random House qui lui suggéra un agent, Lynn Nesbit Nesbit fit l’article du manuscrit de ci de là, et finit par le vendre à David Segal de chez Harper & Row, ce qui rapporta à Exley 3 000 $ d’à valoir. 

### Vie de famille
En 1965, Exley rencontra Nancy Glenn alors qu’il était en vacances à Palm Beach Shores en Floride et qu’il travaillait comme comptable dans l’hôtel de son mari, « Le boucanier ». L’année suivante, Nancy quitta son mari et s’installa avec Exley pour entamer une longue relation émaillée de séparations et de réconciliations. Elle tomba enceinte alors qu’Exley travaillait comme secrétaire de rédaction pour le journal Palm Beach Post ; ils se marièrent en 1967 et Glenn donna naissance à la deuxième fille d’Exley, Alexandra Exley, au début de l’année suivante. Plus tard dans l’année, Glenn retomba enceinte, et Exley entama son deuxième roman, Pages from a cold island. L'enfant, Robert Brandon Exley, naquit affligé de graves malformations en avril 1968.

### Publication et consécration de l'autobiographie fictive d'Exley
Le Dernier Stade de la soif fut publié à l’automne et bien qu’il ne se soit pas excellemment vendu, il reçut aussitôt un accueil critique unanime, et fut sélectionné pour le National Book Award. Le roman reçut également le prix de la fondation William Faulkner du meilleur premier roman et le prix Rosenthal du Centre National des Arts et des Lettres. Enfin, il valut à Exley un prix de 10 000 $ de la Fondation Rockefeller.
En 1969, Exley et Glenn entamèrent une procédure de divorce. En 1970, la mère d’Exley acheta une petite maison à Alexandria Bay et Fred s’y installa un temps, bien qu’il continuera à passer du temps en Floride, à travailler sur Pages From a Cold Island. La maison de Charlotte devint la résidence d’Exley durant les 20 années qui suivirent. Son divorce d’avec Glenn fut prononcé en 1971, année de la mort de leur fils. À l’automne, il partit pour Rome afin d’interviewer Gloria Steinem. L’essai qui en résultat, « Sainte Gloria et le troll », publié par Playboy, obtint leur prix du meilleur édito de l’année, dans la catégorie « non fiction ». En 1972, Exley fut l’un des écrivains invités à l’atelier d’écriture de l’Université de l'Iowa et une adaptation au cinéma du Dernier Stade de la soif, avec Jerry Orbach, fut réalisée au Canada. En 1973, le frère d’Exley, vétéran de la Guerre du Viêt Nam, mourut à Hawaï après un long combat contre le cancer. 
En 1975, le deuxième roman d’Exley, À l'épreuve de la faim (Pages from a cold island), est publié par Random House, recueillant beaucoup moins de suffrages que son premier livre et Exley partit à Hawaï où il commença à travailler sur le dernier volet de sa trilogie en partie autobiographique : Last notes from home. Le journal Rolling Stone offrit à Exley 20 000 $ pour 6 extraits en mai 1977. L’année suivante, les manuscrits d’Exley furent achetés par un collectionneur (Robert C. Stevens) qui en fit don à l’Université de Rochester. En 1984, Exley reçut 20 000 $ de la fondation Guggenheim. Last notes from home fut publié par Random House en septembre 1988 sous le parrainage de Frank Gifford qui organisa une fête de lancement en l’honneur d’Exley à New York.
Peu après, Exley entama un roman d’espionnage devant s’intituler Greenwich, heure universelle, mais il abandonna le projet. Il déménagea à Alexandria Bay avec sa tante Frances Knapp et tomba gravement malade lors d’un voyage à Londres. Après s’être vu diagnostiquer une congestion cardiaque, il fut victime d’une attaque alors qu’il était seul à son appartement et mourut à l’hôpital le jour suivant, le 10 juin 1992. Ses cendres furent inhumées au cimetière Brookside de Watertown aux côtés de ses parents.
Une biographie d’Exley, Misfit, L’Étrange vie de Frederick Exley, par le fameux critique (prix Pulitzer) et ami d’Exley Jonathan Yardley, parut en 1997. La thèse principale de Yardley est qu’Exley fut l’homme d’un seul livre. C’est également lui qui rédigea la préface de la réédition du Dernier Stade de la soif à la Modern Library.